# Герб Кінтана-Роо
Герб вільної та суверенної держави Кінтана-Роо — герб мексиканського штату Кінтана-Роо.

## Опис
Офіційний опис герба виглядає так:
Стаття 6 - Герб штату Кінтана-Роо має такі характеристики: сучасний герб, наполовину круглий, напіврозтятий і перетятий, у золотому і лазуровому кольорах над золотом, з червоною фігурою сонця, що сходить, з одинадцятьма золотими променями. У верхній правій чверті золотий стилізований равлик. У верхній лівій чверті срібна п'ятикутна зірка. У нижньому полі три рівновеликі трикутники на майяському вітровому гліфі «IK» зеленого кольору. Облямовує герб у чвертях і половині проста смуга.

### Блазон
Нижче наведено переклад на геральдичну мову сказаного в статті 6. º щодо державного герба Кінтана-Роо.
Щит розтятий і перетятий; у 1-му золотому полі золота мушля равлика; у 2-му синьому - срібна п'ятикутна зірка; у 3-му золотому - три зелені сосни, супроводжувані майяським гліфом «ік». У клейноді червоне сонце, що сходить, з одинадцятьма золотими променями.
Примітка: гліф ik такий самий, як тау, але на офіційному щиті використовується ширша версія.

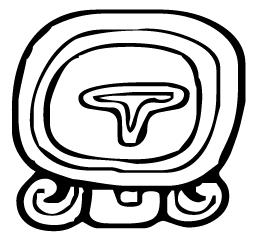
Гліф вітру майя

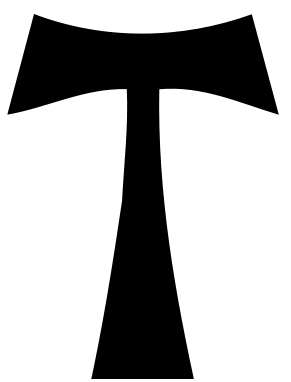
Хрест Тау — це хрест у формі грецької літери Тау

## Значення
Кількість сонячних променів відповідає кількості муніципалітетів у штаті. Спочатку їх було сім: 1- Косумель, 2- Феліпе Каррільйо Пуерто, 3- Острів Мухерес, 4- Отон П. Бланко, 5- Беніто Хуарес, 6- Хосе Марія Морелос і 7- Ласаро Карденас. У 1993 році до них додався ще один сонячний промінь завдяки утворенню муніципалітету Солідарідад; у 2008 році сонячних променів стало дев'ять завдяки створенню муніципалітету Тулум; у 2010 році їх стало десять завдяки створенню муніципалітету Бакалар. Коли було створено муніципалітет Пуерто-Морелос, на щиті з'явився ще один промінь.
Гліф вітру майя, що зображає урагани, які постійно загрожують узбережжю, і символізує сторони світу, а також внутрішню частину суші та моря.
Ранкова зірка представляє Ісла-Мухерес і означає пробудження, виникнення, відродження, а також північну точку світу.
Червоний колір позначає географічне розташування штату у південному сході Мексики. Нинішній щит — робота художника Еліо.
Три зелені трикутники символізують лісове багатство штату.
Використовувані кольори представляють чотири сторони світу відповідно до майя: червоний — схід, жовтий — південь, синій — захід і білий — північ…

## Дизайн крізь роки
1927 рік. — Під час уряду генерала Хосе Сіуроба Раміреса було розроблено та виліплено офіційний герб території Кінтана-Роо. Художником був італійський скульптор Гаетано Магліоні, який вигравірував щит на південній стороні вежі з годинником, яка багато років була на проспекті Героїв у стародавньому місті Пайо-Обіспо, сьогодні Четумаль.
1936 — Новий герб було створено за часів правління генерала Рафаеля Е. Мельгара. Монограма не втратила суті першого. Три півкола були прибрані, а на їхньому місці намалювали характерні для майя візерунки.
1978 рік — художник з Четумала Еліо Кармайкл розробляє герб Кінтана-Роо, з помітними змінами, але з урахуванням конституційних змін, що відбулися в 1974 році, коли територія стала штатом.

### Створення нових муніципалітетів

Щит Кінтана-Роо з 8 променями

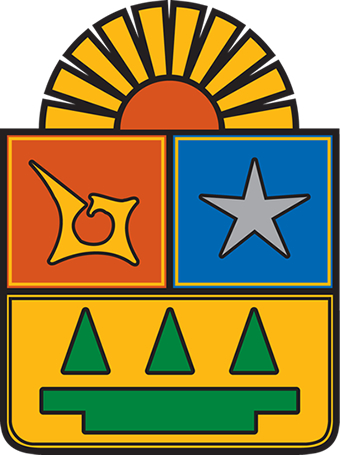
Щит Кінтана-Роо з 10 променями

1 січня 1994 року. — Коли було створено муніципалітет Солідарідад, до щита Кінтана-Роо додали промінь, зробивши вісім променів.
3 липня 2008 року. — Коли було створено муніципалітет Тулум, до щита Кінтана-Роо було додано промінь, зробивши дев'ять променів.
26 лютого 2011 року. — Коли було створено муніципалітет Бакалар, до щита Кінтана-Роо було додано новий промінь, створивши десять променів.
6 січня 2016 року. — Коли було створено муніципалітет Пуерто-Морелос, до щита Кінтана-Роо було додано новий промінь, створивши одинадцять променів, які використовуються зараз.